# Wouter Mol
Wouter Mol, né le 17 avril 1982 à Wognum, est un coureur cycliste néerlandais, professionnel de 2009 à 2013 au sein de la formation Vacansoleil. 

## Biographie
Wouter Mol naît le 17 avril 1982 à Wognum aux Pays-Bas.

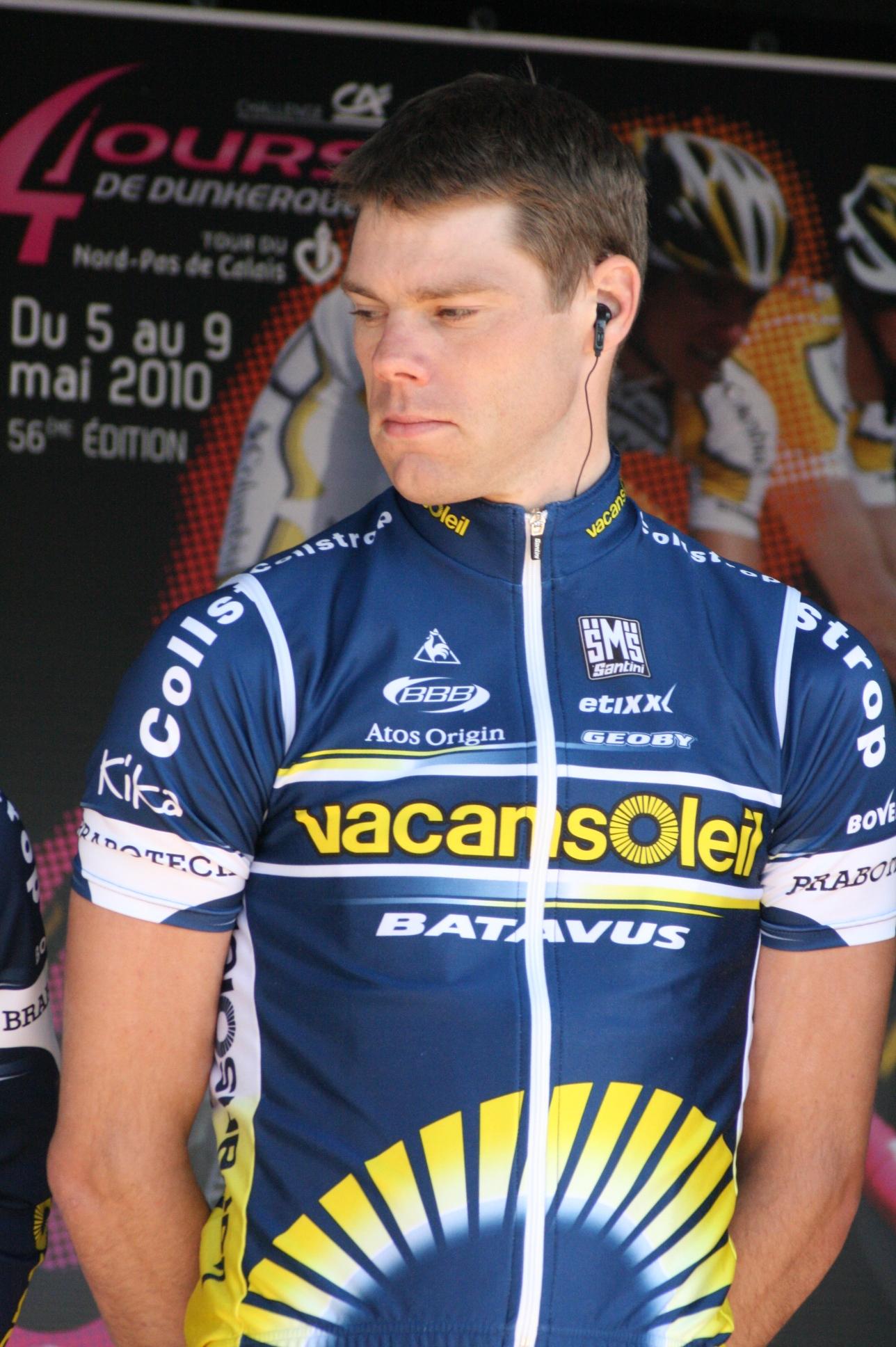
Wouter Mol lors des Quatre Jours de Dunkerque 2010.

Il commence sa carrière dans l'équipe de 3e division Moser-AH.nl en 2004, qui devient en 2005 Skil-Moser. En 2006, il réussit ses premières performances sous le maillot de l'équipe P3 Transfer-Fondas. Dès le mois de mars, il termine cinquième de Nokere Koerse, puis troisième du Tour de Drenthe un mois plus tard. En fin de saison, il est septième du Prix national de clôture.
En 2007, Wouter Mol remporte sa première victoire professionnelle, le Grand Prix du 1er mai - Prix d'honneur Vic De Bruyne, battant au sprint Jens Renders et Mindaugas Striška. Il est également septième du Circuit du Houtland en fin de saison. En 2008, P3 Transfer-Fondas devient P3 Transfer-Batavus, et il remporte sa première victoire dans une course de première catégorie, le Grand Prix Jef Scherens, devançant au sprint ses sept compagnons d'échappée. Un mois plus tard, il termine huitième du Prix national de clôture.
En 2009, l'équipe continentale P3 Transfer-Batavus devient l'équipe continentale professionnelle Vancansoleil. En début de saison, il termine sur le podium du Hel van het Mergelland, terminant avec Koos Moerenhout à trente-et-une secondes des premiers, les italiens Mauro Finetto et Federico Canuti. En fin de saison, il termine également deuxième du Tour de Münster, remportant le sprint entre les poursuivants du vainqueur, le Letton Aleksejs Saramotins.

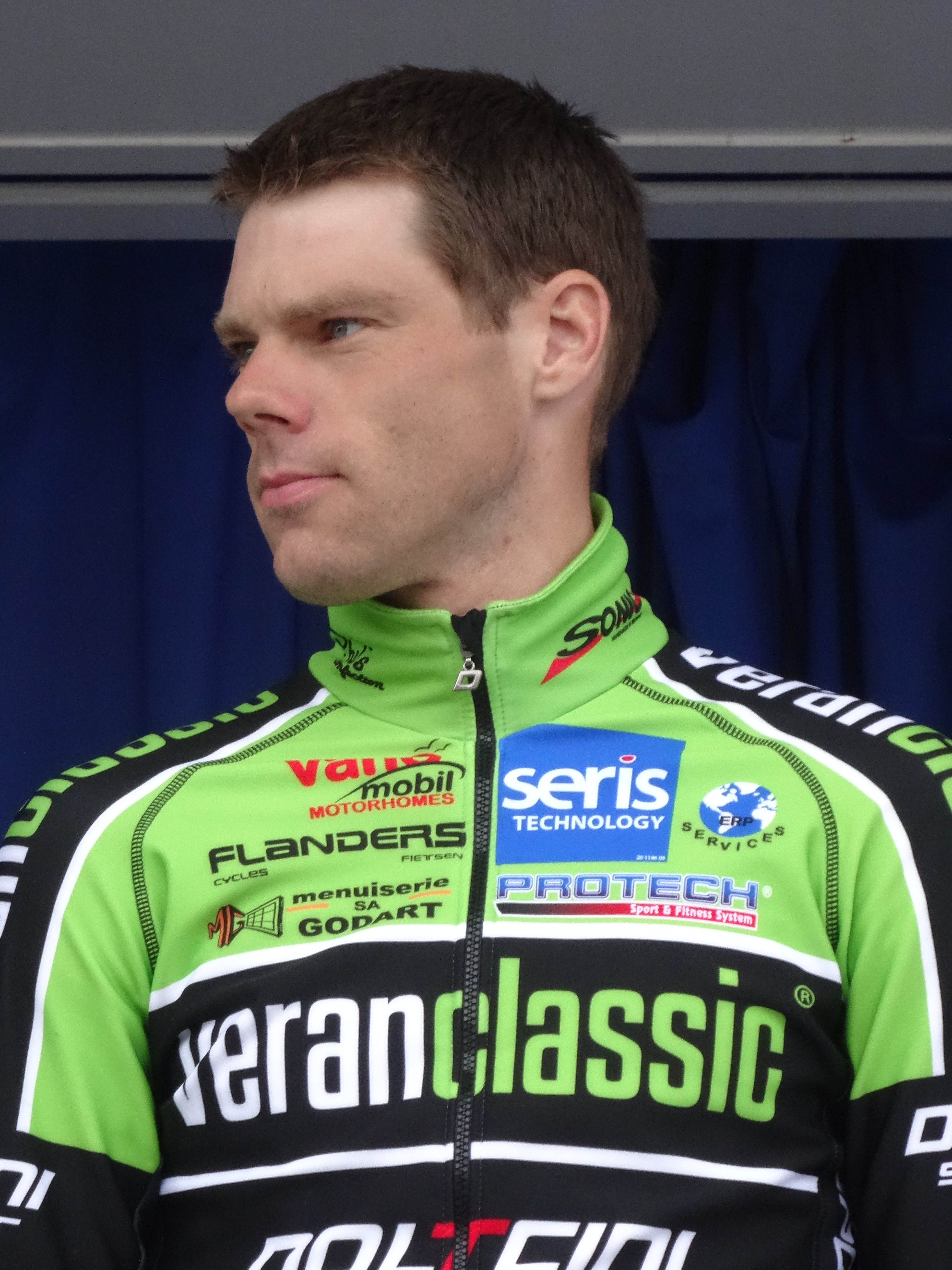
Wouter Mol lors du départ de la 2e étape des Quatre Jours de Dunkerque 2014 à Hazebrouck.

Lors de la saison 2010, il profite d'une longue échappée lors de la deuxième étape pour s'emparer de la tête du classement général du Tour du Qatar. Il réussit à la conserver jusqu'au bout et créé la surprise en remportant ce Tour du Qatar.
À la suite de l'arrêt de Vacansoleil-DCM en 2013, il rejoint la formation belge Veranclassic-Doltcini au premier trimestre 2014 puis s'engage en faveur de l'équipe continentale Join-S-De Rijke en fin de saison. Il termine en 2015 second du Arno Wallaard Memorial et troisième du Tour du Limbourg.

## Palmarès et résultats

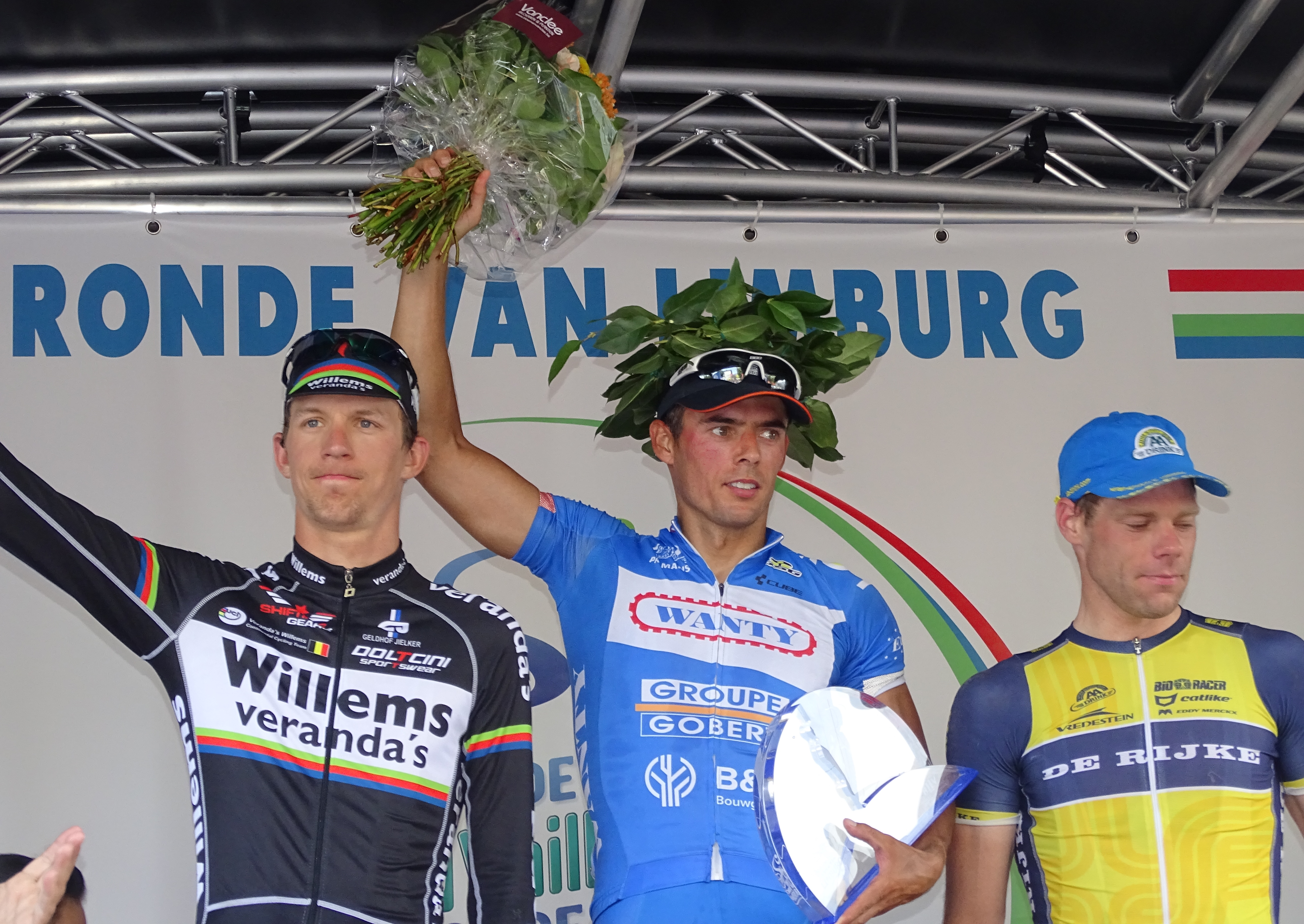
Podium de l'édition 2015 du Tour du Limbourg : Dimitri Claeys (2e), Björn Leukemans (1er) et Wouter Mol (3e).

### Palmarès par année
- 2006[1]
  - 3e du Tour de Drenthe
- 2007
  - Grand Prix du 1er mai - Prix d'honneur Vic De Bruyne
  - 3e de la Ster van Zwolle
- 2008
  - Grand Prix Jef Scherens
- 2009
  - 2e du Tour de Münster
  - 3e du Hel van het Mergelland
- 2010
  - Classement général du Tour du Qatar
  - 3e de la Batavus Prorace
- 2013
  - 3e du Grand Prix de la ville de Zottegem
- 2015
  - Zwevezele Koerse
  - 2e de la Wanzele Koerse
  - 2e du Arno Wallaard Memorial
  - 3e du Tour du Limbourg
- 2016
  - 5e étape de l'An Post Rás
  - 2e de la Puivelde Koerse
  - 3e du Tour de Hollande-Septentrionale
  - 3e de la Stan Ockers Classic

### Résultats sur les grands tours

#### Tour d'Espagne
1 participation 
- 2012 : 151e

### Classements mondiaux
| Année           | 2006 | 2007 | 2008 | 2009 | 2010 | 2011 | 2012 | 2013 | 2014 | 2015 |
| --------------- | ---- | ---- | ---- | ---- | ---- | ---- | ---- | ---- | ---- | ---- |
| UCI Asia Tour   |      |      |      |      | 16e  |      |      |      |      |      |
| UCI Europe Tour | 340e | 183e | 155e | 161e | 256e |      |      |      | 540e | 150e |